# Eurythoe indica
Eurythoe indica är en ringmaskart som först beskrevs av Schmarda 1861.  Eurythoe indica ingår i släktet Eurythoe och familjen Amphinomidae. Inga underarter finns listade i Catalogue of Life.